# トランザクション (企業)
株式会社トランザクションは、東京都渋谷区に本社とする雑貨事業を営むグループ企業を傘下におく純粋持株会社。JPX日経中小型株指数の構成銘柄の一つ。

## 沿革
- 1987年1月 - 石川諭が東京都品川区五反田のワンルームマンションで有限会社トランス（現・株式会社トランザクション）設立。
- 1991年5月 - 埼玉県越谷市に有限会社クラフトワーク（現・株式会社クラフトワーク）設立。
- 2002年6月 - 東京都渋谷区に株式会社トレードワークス設立。
- 2005年
  - 4月 - Trade Works Asia Limited （資本金 HK$200,000）設立。
  - 8月 - 東京都渋谷区に有限会社T3デザイン（現・株式会社T3デザイン）設立。
- 2007年
  - 2月 - 大阪府大阪市北区に株式会社トランスの大阪支店を開設。
  - 8月 - 新設会社分割を行い、新設会社である株式会社トランスに雑貨の企画、製作、販売に関する事業を承継し、同時に株式会社トランザクションへ商号変更。
  - 9月 - 株式交換により、株式会社トレードワークス、株式会社クラフトワーク、株式会社T3デザインの全株式を取得し完全子会社化。株式売買により、Trade Works Asia Limitedの全株式を取得し、完全子会社化。

- 2008年7月 - 本社を東京都渋谷区渋谷三丁目28番13号に移転。
- 2010年10月12日 - JASDAQに株式上場[1]。
- 2014年3月17日 - 東京証券取引所第二部に市場変更。
- 2015年3月6日 - 東京証券取引所第一部に指定替え。

## グループ会社
- 株式会社トランス
- 株式会社トレードワークス
- 株式会社クラフトワーク
- Trade Works Asia Limited
  - 上海多来多貿易有限公司
- 株式会社T3デザイン